# Barrettali
 Barrettali  là một xã ở tỉnh Haute-Corse trên đảo Corse, Pháp. Xã này có diện tích 18,07 kilômét vuông, dân số năm 1999 là 131 người. Khu vực này có độ cao 300 mét trên mực nước biển. Ở đây có làng Minerbio.